# نظارات يدوية
النظارات اليدويّة هي زوج من النظارات ذات مقبض يستخدم لتثبيتها في مكانها بدلاً من وضعها فوق الأذنين أو الأنف.